# Jubilejny (obwód miński)
Jubilejny (biał. Юбілейны, ros. Юбилейный) – osiedle na Białorusi, w obwodzie mińskim, w rejonie mińskim, w sielsowiecie Siennica.